# Nogometno Društvo Triglav 2000 Kranj
Lo Nogometno Društvo Triglav 2000 Kranj, spesso abbreviato in ND Triglav o ND Triglav Kranj, è una società calcistica slovena con sede nella città di Kranj. Milita nella Druga liga, la seconda divisione del campionato sloveno.

## Palmarès

### Competizioni nazionali
- Slovenska republiška nogometna liga: 2

1950, 1951
- Druga slovenska nogometna liga: 3

1997-1998, 2000-2001, 2016-2017

### Altri piazzamenti
- Coppa di Slovenia:

Semifinalista: 2012-2013
- Druga slovenska nogometna liga:

Secondo posto: 2009-2010
Terzo posto: 2005-2006, 2008-2009

## Organico

### Rosa 2022-2023
Aggiornata al 30 agosto 2022.
| N. |                     | Ruolo | Calciatore          |
| -- | ------------------- | ----- | ------------------- |
| 1  | Slovenia (bandiera) | P     | Miha Gačar          |
| 2  | Albania (bandiera)  | D     | Drilon Kryeziu      |
| 3  | Slovenia (bandiera) | D     | Uroš Smolej         |
| 4  | Slovenia (bandiera) | D     | Edvin Zolic         |
| 5  | Slovenia (bandiera) | D     | Janez Zavrl         |
| 6  | Slovenia (bandiera) | C     | Bernard Stjepanović |
| 7  | Slovenia (bandiera) | D     | Mihael Novak        |
| 8  | Slovenia (bandiera) | A     | Dejan Burgar        |
| 9  | Slovenia (bandiera) | D     | Rok Brajić          |
| 11 | Slovenia (bandiera) | C     | Rok Dolžan          |
| 13 | Slovenia (bandiera) | D     | Andraž Žinič        |
| 14 | Slovenia (bandiera) | A     | Josip Špelič        |

| N. |                     | Ruolo | Calciatore         |
| -- | ------------------- | ----- | ------------------ |
| 16 | Slovenia (bandiera) | A     | Anže Jelar         |
| 17 | Slovenia (bandiera) | C     | Matic Sever        |
| 18 | Slovenia (bandiera) | D     | David Jerkovič     |
| 19 | Slovenia (bandiera) | D     | Robert Najdenov    |
| 20 | Slovenia (bandiera) | D     | Danijel Stanarevič |
| 21 | Slovenia (bandiera) | C     | Matej Pirc         |
| 22 | Slovenia (bandiera) | A     | Egzon Kryeziu      |
| 23 | Slovenia (bandiera) | C     | Jalen Pokorn       |
| 27 | Slovenia (bandiera) | C     | Damir Marijan      |
| 28 | Slovenia (bandiera) | P     | Žan Pelko          |
| 29 | Slovenia (bandiera) | C     | Dragan Ovčina      |